# Vismia pauciflora
Vismia pauciflora là một loài thực vật có hoa thuộc họ Hypericaceae. Loài này chỉ có ở Tanzania. Chúng hiện đang bị đe dọa vì mất môi trường sống.